# نادی‌آچاد
نادی‌آچاد (به مجاری:  Nagyacsád) یک شهرداری در مجارستان است که در ناحیه پاپا واقع شده‌است. نادی‌آچاد ۱۳٫۹۶ کیلومتر مربع مساحت و ۷۱۶ نفر جمعیت دارد.